# 11-й гонведный Мункачский пехотный полк
11-й гонведный Мункачский пехотный полк (венг. Munkácsi 11. honvéd gyalogezred, нем. Munkácser Landwehr-Infanterieregiment Nr. 11) — пехотный полк Королевского венгерского гонведа вооружённых сил Австро-Венгрии.

## История
Полк образован в 1886 году. Штаб — Нитра. Полковой цвет — серый с золотом. Этнический состав полка по состоянию на 1914 год: 42% — венгры, 40% — словаки, 10% — русины. 1-й и 2-й батальон полка размещались в Мункаче, 3-й — в Унгваре.
В 1914 году полк в составе 77-й пехотной бригады, 39-й пехотной дивизии гонведа и 6-го корпуса 4-й армии Австро-Венгрии участвовал в Первой мировой войне на Восточном фронте. В частности, его батальоны участвовали в Галицийской битве и Горлицком прорыве под Бечем. 11 августа 1914 года полк в битве за деревню Гота был полностью разгромлен войсками генерал-лейтенанта Русской императорской армии П.С.Балуева, который захватил его знамя и был за это награждён в августе 1916 года Георгиевским оружием.
Останки солдат 11-го полка, погибших на территории Польши во время Первой мировой войны, частично похоронены на воинском кладбище № 30 в Свенцянах.